# Rolando Botello
Rolando Vicente Botello Garibaldo (Ciudad de Panamá, Panamá; 20 de noviembre de 1991) es un futbolista panameño que juega como centrocampista en Club Deportivo Universitario de la Primera División de Panamá.

## Trayectoria

### Tauro FC
Se formó en las categorías inferiores del Tauro FC y su debut profesional en la Primera División de Panamá fue el 3 de diciembre de 2010 en el empate 0 a 0 contra el Chorrillo FC en el  Estadio Rommel Fernández en donde fue suplente y entró al minuto 91 por Temistocles Pérez. Salió campeón con el club del Torneo Apertura 2010 en donde sólo jugó 1 partido, en el Torneo Clausura 2011 jugó 2 partidos llegando hasta semifinales, salió campeón del Torneo Clausura 2012 en el Torneo Apertura 2012 jugó 17 partidos, en el Torneo Clausura 2013 jugó 16 partidos y anotó 2 goles llegando hasta las semifinales, salió campeón del Torneo Apertura 2013 en donde jugó 14 partidos, en el Torneo Clausura 2014 jugó 9 partidos

### Sporting SM
Fue anunciado como nuevo jugador del Sporting SM a mediado del 2014. Debutó con el club el 19 de julio de 2014 en la victoria 1 a 2 contra el Chepo FC en el Estadio Rommel Fernández en donde fue suplente y entró al minuto 64 por Norman Earle. Fue subcampeón del Torneo Apertura 2014 en donde jugó 18 partidos y anotó 1 gol, en el Torneo Clausura 2015 jugó 15 partidos y anotó 2 goles llegando hasta semifinales, en la Torneo Apertura 2015 jugó 3 partidos, en el Torneo Clausura 2016 jugó 12 partidos, en el Torneo Apertura 2016 jugó 17 partidos y anotó 4 goles.

### Tauro FC
El 7 de enero de 2017, fue anunciado su regreso al Tauro FC. Disputó su primer partido tras su regreso el 14 de enero de 2017 en la victoria 0 a 3 contra el Sporting SM en el Estadio Luis Ernesto Cascarita Tapia saliendo de titular jugando hasta el minuto 67, salió campeón con el club del Torneo Clausura 2017 en donde jugó 17 partidos, en el Torneo Apertura 2017 jugó 13 partidos llegando hasta semifinales, quedó subcampeón del Torneo Clausura 2018 en donde jugó 18 partidos, salió campeón del Torneo Apertura 2018 en donde jugó 20 partidos y anotó 1 gol, en el Torneo Clausura 2019 jugó 20 partidos llegando hasta semifinales, salió campeón del Torneo Apertura 2019 en donde jugó 18 partidos, en el Torneo Apertura 2020 solo jugó 6 partidos porque fue suspendido por el COVID 19, en el Torneo Clausura 2020 jugó 10 partidos llegando hasta semifinales.

### Monagas SC
Fue anunciado como nuevo jugador del Monagas SC el 12 de febrero de 2021. Debutó con el club en la Primera División de Venezuela el 16 de abril del 2021 en la victoria 2 a 0 contra los Mineros de Guayana en el Estadio Monumental de Maturín saliendo de titular jugando todo el partido. En la Primera División de Venezuela 2021 jugó 32 partidos quedando en tercer lugar en la fase final.

### Tauro FC
Regresó al Tauro FC el 11 de febrero de 2022. Disputó el primer partido de la temporada el 20 de febrero de 2022 en la victoria 3 a 1 contra el CD Plaza Amador en el Estadio Rommel Fernández saliendo de titular jugando todo el partido. En el Torneo Apertura 2022 jugó 16 partidos llegando hasta semifinales, en el Torneo Clausura 2022 jugó 13 partidos, quedó subcampeón del Torneo Apertura 2023 en donde jugó 14 partidos.

### Metropolitanos FC
El 20 de junio de 2023, fue anunciado como nuevo jugador de los Metropolitanos FC. Debutó con el club el 2 de julio de 2023 en la victoria 0 a 1 contra el Club Deportivo Hermanos Colmenárez en donde salió de titular y jugó todo el partido, en la Primera División de Venezuela 2023 jugó 9 partidos.

### CD Universitario
El 17 de enero de 2024 fue anunciado como nuevo jugador del Club Deportivo Universitario. Debutó con el club el 19 de enero de 2024 en el empate 1 a 1 contra el CA Independiente en el Estadio Universidad Latina en donde fue titular y jugó todo el partido.

## Selección nacional

### Categorías inferiores
Fue convocado por la selección sub-20 de Panamá para el Campeonato Sub-20 de la Concacaf de 2011 en donde jugó 5 partidos quedando en el cuarto lugar y en la Copa Mundial de Fútbol Sub-20 de 2011 en donde no disputó ningún partido.

### Selección absoluta
Botello hizo su debut con la selección de Panamá el 26 de enero de 2012 en una derrota por 1-0 en un amistoso ante Estados Unidos en el Estadio Rommel Fernández siendo titular jugando hasta el minuto 76. En la Liga de Naciones de la Concacaf 2019-20 jugó 3 partidos quedándose en la fase de grupos.

### Participaciones
| Copa                     | Resultado      | Partidos | Goles |
| ------------------------ | -------------- | -------- | ----- |
| Liga de Naciones 2019-20 | Fase de grupos | 3        | 0     |

## Clubes
| Club              | País      | Año         |
| ----------------- | --------- | ----------- |
| Tauro FC          | Panamá    | 2010-2014   |
| Sporting SM       | Panamá    | 2014 - 2017 |
| Tauro FC          | Panamá    | 2017 - 2021 |
| Monagas SC        | Venezuela | 2021 - 2022 |
| Tauro FC          | Panamá    | 2022 - 2023 |
| Metropolitanos FC | Venezuela | 2023        |
| CD Universitario  | Panamá    | 2024 - act. |

## Palmarés

### Títulos nacionales
| Título           | Club     | País   | Año    |
| ---------------- | -------- | ------ | ------ |
| Primera División | Tauro FC | Panamá | 2010-A |
| Primera División | Tauro FC | Panamá | 2012-C |
| Primera División | Tauro FC | Panamá | 2013-A |
| Primera División | Tauro FC | Panamá | 2017-C |
| Primera División | Tauro FC | Panamá | 2018-A |
| Primera División | Tauro FC | Panamá | 2019-A |